# Táo Honeygold
 ' Honeygold' là một giống táo được thuần hóa để chịu lạnh, được phát triển để phù hợp với vùng lạnh phía bắc. Nó được phát triển bởi Trung tâm nghiên cứu làm vườn của Trạm thí nghiệm nông nghiệp Minnesota  của Đại học Minnesota.  Chúng đã được lai tạo từ Golden Delicious với Haralson để có được một loại trái cây Golden Delicious với độ chịu lạnh của Haralson, một mục tiêu đã đạt được thành công.
Táo "Honeygold" tạo ra những bông hoa màu trắng hồng vào mỗi mùa xuân. Kích thước quả từ trung bình đến lớn   hình nón tròn.  Bề mặt da mịn màng và vàng vàng  đến xanh lục với mặt bên có màu đỏ đồng. Thịt có màu trắng vàng với hương vị rất giống với Golden Delicious  nhưng có phần ngọt hơn,  giòn  và thơm hơn.  Bảo quản rất tốt  khoảng 3 tháng. Đây là giống tốt nhất để sử dụng trong ăn tươi và sa lát, cũng được khuyến khích để nướng, làm các món ăn như bánh táo và sốt táo.
'Honeygold' có phần nổi tiếng vì được biết đến là giống cha mẹ để tạo nên giống ' Honeycrisp '.